# 低血糖症
低血糖（ていけっとう、英語: hypoglycemia）とは、血糖値が低くなっている状態のことである。

## 定義
低血糖(状態)とは、主に糖尿病を薬で治療されている人に高い頻度でみられる緊急の状態。通常の人体は血糖値が70mg/dl未満の場合は、体内の血糖値を上げようとする。更に血糖値が50mg/dL未満になった人体は、脳などの中枢神経が糖(エネルギー)不足の状態になり、その時特有の症状を低血糖症状と呼ぶ。
低血糖状態は、救急疾患の可能性があるため、血糖値が低さに準じた対応をする。しかし、厳密には血糖値が低いだけでは低血糖状態と診断するべきではない。 交感神経刺激症状や中枢神経症状が存在し、かつ血糖値が60～70mg/dlの時を低血糖(状態)という。

## 症状
低血糖の症状として、交感神経症状と中枢神経症状の2種類が知られている。交感神経症状は低血糖時に分泌されるカテコールアミン等による症状で、発汗（冷や汗）、動悸、手の震えなどの症状である。交感神経症状は血糖値が約70mg/dl以下であらわれる。中枢神経症状はブドウ糖欠乏による中枢神経のエネルギー不足を反映した症状である。血糖値が50mg/dl程度になると頭痛、眠気、脱力、集中力低下などの症状が出現する。血糖値が50mg/dl以下になると痙攣、昏睡状態になり、対応が遅れると命に関わる場合もある。
交感神経刺激症状が出現する血糖閾値は中枢神経症状の閾値に比べて高いため、中枢神経症状症状出現前に交感神経刺激症状を認めるのが一般的である。しかし高齢者や自律神経障害のある患者、低血糖を繰り返している場合や乳幼児では交感神経症状が出ないでいきなり昏睡に至ることがある。これを無自覚低血糖という。また糖尿病治療薬のひとつであるSU薬は作用時間が長く、低血糖を起こしやすいので注意が必要である。

## 診断
低血糖の治療は、血糖値の速やかな回復および原因疾患や病態に対する治療もしくは再発予防に区分される。頻度としては糖尿病治療に伴う低血糖が圧倒的に多い。作用時間の長いSU薬の場合は一度、血糖値が改善した後も低血糖を繰り返すことが多いため、繰り返しモニタリングが必要になる。

### 原因疾患の鑑別
血糖値の速やかな回復が行われた後に原因疾患の鑑別を行う。低血糖症の原因には糖尿病治療薬に伴う低血糖のほか、インスリノーマ、反応性低血糖、薬剤性低血糖（複数の医療機関からの処方、相互作用、アルコール）、二次性低血糖（副腎不全、肝硬変、腎不全、先天性酵素異常など）、インスリンに対する抗体によるもの（インスリン自己免疫症候群など）、外因性インスリンによる低血糖（詐病、虚偽性障害を含める）、膵外性腫瘍などがあげられる。
低血糖症が疑われたらまずは薬剤性低血糖症の鑑別が必要となる。まずは糖尿病治療薬の副作用を疑う。糖尿病治療薬以外に低血糖を起こし得る薬物は多彩であり、降圧薬、利尿薬、NSAIDsや睡眠薬、向精神薬、抗不整脈薬、消化性潰瘍治療薬、抗菌薬、抗ヒスタミン薬、全身麻酔薬、気管支拡張薬、抗がん薬、血管拡張薬、抗てんかん薬、子宮用薬、パーキンソン病治療薬、抗血栓薬などがあげられる。単剤ではリスクが低い薬物でも相互作用の結果低血糖が生じることがある。薬剤性低血糖が否定された後に二次性低血糖の鑑別を行う。二次性低血糖は血糖を上昇させる機構の機能低下で起こる低血糖である。二次性低血糖ではインスリン分泌に抑制がかかるため、血中インスリン値および血中Cペプチド値は低値となる。二次性低血糖症も多彩であり、下垂体機能不全、成長ホルモン分泌不全症、ACTH単独欠損症、副腎不全、敗血症、腎不全、肝不全、鬱血性心不全、乳酸アシドーシス、飢餓状態、ショック、非β細胞腫瘍（IGF-1またはIGF-2産出腫瘍）、褐色細胞腫の切除後などがあげられる。
薬剤性、二次性低血糖症が鑑別された後に血中インスリンと血中Cペプチドの値により鑑別を進めていく。低血糖時に血中インスリンが高値にもかかわらずCペプチド低値を認めた場合はインスリン自己免疫症候群とインスリン注射による低血糖症が疑われる。低血糖時に血中インスリン、血中Cペプチドともに高値を認めた場合、膵β細胞からの自律分泌が考えられる。成人ではインスリノーマが疑われる。インスリノーマが疑われた場合はCペプチド抑制試験および72時間絶食試験が用いられる。その他の原因としては反応性低血糖などがある。反応性低血糖は空腹時ではなく食後に低血糖がみられることが多い。胃切除後の反応性低血糖では食後30分から1時間の間に、2型糖尿病の初期の反応性低血糖では食後3時間から5時間後に低血糖症状がみとめられることが多い。

## 措置・改善法
低血糖状態は、基本的に糖尿病患者など「血糖値を下げるお薬」を服用している人に起きるが、それ以外でも起きうるため注意を要する。

### 血糖値の速やかな回復
意識障害がなく経口摂取が可能な場合
ブドウ糖を10～15gを服用させる（砂糖やジュースでも可能）。ブドウ糖服用後に5～10分たっても症状が改善しなければさらに追加服用させる。
意識障害がある場合、または経口摂取が不可能な場合
グルカゴンを1mg1回筋注または静注する。これは肝硬変では無効である。次に10%ブドウ糖で血管確保し、50%ブドウ糖40mlを静注する。静注後5～10分たっても回復しない場合は、さらに40mlを静注する。次に10%ブドウ糖液500mlを点滴静注する。上記の処置を行っても回復せず、副腎不全や脳浮腫が疑われる場合は頭部CTスキャンをとり、以下の処置を行う。ヒドロコルチゾンを100～250mg静注またはデキサメタゾン10mg静注および20%マンニトール200ml点滴静注する。

### 原因別の改善法
薬剤性の場合は投薬の変更、インスリノーマの場合は手術療法、反応性低血糖の場合は食事を小分けにするといった方法で低血糖を改善できる。